# Championnats de Suisse de cyclo-cross
Les championnats de Suisse de cyclo-cross sont une manifestation de cyclo-cross décernant les titres de champions de Suisse de cette discipline. Ils sont organisés annuellement par Swiss Cycling. Leur première édition a eu lieu en 1912. Albert Zweifel détient le record de titres chez les hommes avec neuf succès entre 1976 et 1985.
Le premier titre de championne de Suisse de cyclo-cross est disputé en 2000, lorsque l'Union cycliste internationale ouvre le cyclo-cross aux femmes.

## Lieux
| Année | Lieu           |
| 1996  | Wetzikon       |
| 1997  | Liestal        |
| 1998  | Rüti           |
| 1999  | Eschenbach     |
| 2000  | Hagendorf      |
| 2001  | Hittnau        |
| 2002  | Hombrechtikon  |
| 2005  | Meilen         |
| 2006  | Meilen         |
| 2007  | Steinmaur      |
| 2008  | Frenkendorf    |
| 2009  | Wetzikon       |
| 2010  | Rennaz-Noville |
| 2011  | Hittnau        |
| 2012  | Beromünster    |
| 2013  | Steinmaur      |
| 2014  | Bussnang       |
| 2015  | Aigle          |
| 2016  | Dagmersellen   |
| 2017  | Dielsdorf      |
| 2018  | Steinmaur      |
| 2019  | Sion           |
| 2020  | Baden          |
| 2021  | Hittnau        |
| 2022  | Steinmaur      |
| 2023  | Mettmenstetten |
| 2024  | Meilen         |
| 2025  | Montreux       |

## Palmarès masculin

### Élites
| Année | Vainqueur           | Deuxième            | Troisième            |
| ----- | ------------------- | ------------------- | -------------------- |
| 1912  | Henri Rheinwald     |                     |                      |
| 1913  | Otto Wiedmer        |                     |                      |
| 1914  | Otto Wiedmer        |                     |                      |
| 1915  | Arnold Grandjean    |                     |                      |
| 1916  | Arnold Grandjean    | Ali Grandjean       | Albert Meier         |
| 1916  | Arnold Grandjean    | Henri Rheinwald     | Ernst Suter          |
| 1917  | Ernst Kaufmann      | Max Suter           | Arnold Grandjean     |
| 1917  | Charles Martinet    | Konrad Werfeli      | Max Suter            |
| 1918  | Paul Hunziker       | Franz Spalinger     | Kilian Lack          |
| 1919  | Otto Suter          | Paul Hunziker       | Werner Ammann        |
| 1919  | Paul Wuillemin      | Charles Martinet    | Ali Grandjean        |
| 1920  | Charles Martinet    | Louis Krauss        | Jean Martinet        |
| 1920  | Paul Jäggi          | Otto Suter          | Henri Vuille         |
| 1921  | Charles Martinet    | Jean Martinet       | Louis Krauss         |
| 1921  | Othmar Eichenberger | Hans Wassmer        | Kastor Notter        |
| 1922  | Charles Martinet    | Louis Krauss        | F. Seydoux           |
| 1922  | Othmar Eichenberger | Kastor Notter       | Gottlieb Sager       |
| 1923  | Othmar Eichenberger | Albert Blattmann    | Gottlieb Sager       |
| 1923  | Charles Martinet    | Louis Krauss        | Charles Perriere     |
| 1924  | Albert Blattmann    | Gottlieb Sager      | Othmar Eichenberger  |
| 1925  | Ernest Strobino     | Louis Del Perugia   | Eugen Schlegel       |
| 1926  | Ernest Strobino     | Karl Bohrer         | Jakob Schumacher     |
| 1927  | Roger Pipoz         | Charles Martinet    | Jakob Schumacher     |
| 1928  | Roger Pipoz         | Paul Wuillemin      | Louis Nussbaum       |
| 1929  | Karl Bossard        | Franz Fischer       | Jakob Caironi        |
| 1930  | Karl Bossard        | Jakob Caironi       | Charles Martinet     |
| 1931  | Karl Bossard        | Paul Egli           | Albert Graf          |
| 1932  | Paul Egli           | Emil Jäger          | J. Liechti           |
| 1933  | Walter Blattmann    | Emil Jäger          | Erwin Jaisli         |
| 1934  | René Heimberg       | Emil Jäger          | Erwin Jaisli         |
| 1935  | Fritz Hartmann      | René Pedroli        | Emil Jäger           |
| 1936  | Fritz Hartmann      | René Heimberg       | Kurt Ott             |
| 1937  | Karl Litschi        | Kurt Ott            | Walter Wettstein     |
| 1938  | Kurt Ott            | Fritz Hartmann      | Werner Faisin        |
| 1939  | Ernst Kuhn          | Fritz Hartmann      | Kurt Ott             |
| 1940  | Fritz Hartmann      | Alfred Vock         | Ferdi Kübler         |
| 1941  | Alfred Vock         | Kurt Zaugg          | Hans Maag            |
| 1942  | Robert Lang         | Alfred Vock         | Hans Knecht          |
| 1944  | Ernst Kuhn          | Robert Lang         | Kurt Zaugg           |
| 1945  | Ferdi Kübler        | Ernst Kuhn          | Gottfried Weilenmann |
| 1946  | Pierre Champion     | Eugen Strickler     | Ernst Kuhn           |
| 1947  | Fritz Schär         | Hans Schütz         | Ernst Schmid         |
| 1948  | Pierre Champion     | Roland Fantini      | Fritz Schär          |
| 1949  | Martin Metzger      | Willy Hutmacher     | Roland Fantini       |
| 1950  | Martin Metzger      | Albert Meier        | Max Breu             |
| 1951  | Pierre Champion     | Roland Fantini      | Martin Metzger       |
| 1952  | Jean-Paul Bolay     | Pierre Champion     | Albert Meier         |
| 1953  | Hans Bieri          | Walter Boess        | Roland Fantini       |
| 1954  | Hans Bieri          | Emmanuel Plattner   | Albert Meier         |
| 1955  | Hans Bieri          | Albert Meier        | Emmanuel Plattner    |
| 1956  | Hansruedi Dubach    | Hans Bieri          | Albert Meier         |
| 1957  | Albert Meier        | Marcel Erdin        | Hansruedi Dubach     |
| 1958  | Emmanuel Plattner   | Hans Strasser       | Albert Meier         |
| 1959  | Emmanuel Plattner   | Otto Furrer         | Roland Bochetti      |
| 1960  | Arnold Hungerbühler | Otto Furrer         | Roland Bochetti      |
| 1961  | Emmanuel Plattner   | Otto Furrer         | Edwin Biefer         |
| 1962  | Arnold Hungerbühler | Otto Furrer         | Walter Hauser        |
| 1963  | Otto Furrer         | Hermann Gretener    | Max Gretener         |
| 1964  | Walter Hauser       | Klaus Gyger         | Emmanuel Plattner    |
| 1965  | Emmanuel Plattner   | Gustav Egolf        | Max Gretener         |
| 1966  | Hermann Gretener    | Edwin Leutert       | Gustav Egolf         |
| 1967  | Emmanuel Plattner   | Hermann Gretener    | Peter Frischknecht   |
| 1968  | Emmanuel Plattner   | Ernst Boller        | Hansruedi Zweifel    |
| 1969  | Hermann Gretener    | Peter Frischknecht  | Jakob Küster         |
| 1970  | Jakob Küster        | Peter Frischknecht  | Fredi Stucki         |
| 1971  | Hermann Gretener    | Jakob Küster        | Fredi Stucki         |
| 1972  | Hermann Gretener    | Peter Frischknecht  | Albert Zweifel       |
| 1973  | Hermann Gretener    | Peter Frischknecht  | Albert Zweifel       |
| 1974  | Willy Lienhard      | Peter Frischknecht  | Albert Zweifel       |
| 1975  | Hermann Gretener    | Albert Zweifel      | Peter Frischknecht   |
| 1976  | Albert Zweifel      | Peter Frischknecht  | Hermann Gretener     |
| 1977  | Albert Zweifel      | Peter Frischknecht  | Willy Lienhard       |
| 1978  | Peter Frischknecht  | Albert Zweifel      | Willy Lienhard       |
| 1979  | Albert Zweifel      | Peter Frischknecht  | Fritz Saladin        |
| 1980  | Albert Zweifel      | Peter Frischknecht  | Erwin Lienhard       |
| 1981  | Albert Zweifel      | Peter Frischknecht  | Erwin Lienhard       |
| 1982  | Albert Zweifel      | Peter Frischknecht  | Uli Müller           |
| 1983  | Albert Zweifel      | Peter Frischknecht  | Gilles Blaser        |
| 1984  | Albert Zweifel      | Gilles Blaser       | Erwin Lienhard       |
| 1985  | Albert Zweifel      | Gilles Blaser       | Erwin Lienhard       |
| 1986  | Pascal Richard      | Albert Zweifel      | Marcel Russenberger  |
| 1987  | Pascal Richard      | Marcel Russenberger | Beat Breu            |
| 1988  | Beat Breu           | Pascal Richard      | Albert Zweifel       |
| 1989  | Pascal Richard      | Albert Zweifel      | Hans-Rüdi Büchi      |
| 1990  | Beat Breu           | Niki Rüttimann      | Roger Honegger       |
| 1991  | Roger Honegger      | Erich Holdener      | Karl Kälin           |
| 1992  | Beat Wabel          | Beat Breu           | Erich Holdener       |
| 1993  | Beat Wabel          | Beat Breu           | Roger Honegger       |
| 1994  | Beat Breu           | Thomas Frischknecht | Beat Wabel           |
| 1995  | Dieter Runkel       | Beat Wabel          | Roger Honegger       |
| 1996  | Dieter Runkel       | Beat Wabel          | Thomas Frischknecht  |
| 1997  | Thomas Frischknecht | Dieter Runkel       | Beat Wabel           |
| 1998  | Beat Wabel          | Dieter Runkel       | Thomas Frischknecht  |
| 1999  | Thomas Frischknecht | Beat Wabel          | Dieter Runkel        |
| 2000  | Beat Wabel          | Thomas Frischknecht | Roland Schätti       |
| 2001  | Beat Wabel          | Roland Schätti      | Alexandre Moos       |
| 2002  | Thomas Frischknecht | Jan Ramsauer        | Beat Wabel           |
| 2003  | Beat Wabel          | Michael Baumgartner | David Rusch          |
| 2004  | Christian Heule     | Thomas Frischknecht | Jan Ramsauer         |
| 2005  | Florian Vogel       | Christian Heule     | Michael Baumgartner  |
| 2006  | Christian Heule     | Alexandre Moos      | Simon Zahner         |
| 2007  | Christian Heule     | Simon Zahner        | Florian Vogel        |
| 2008  | Christian Heule     | Thomas Frischknecht | Lukas Flückiger      |
| 2009  | Christian Heule     | Simon Zahner        | Lukas Flückiger      |
| 2010  | Lukas Flückiger     | Florian Vogel       | Christian Heule      |
| 2011  | Christian Heule     | Pirmin Lang         | Julien Taramarcaz    |
| 2012  | Julien Taramarcaz   | Simon Zahner        | Christian Heule      |
| 2013  | Julien Taramarcaz   | Simon Zahner        | Ralph Näf            |
| 2014  | Lukas Flückiger     | Marcel Wildhaber    | Simon Zahner         |
| 2015  | Julien Taramarcaz   | Arnaud Grand        | Lukas Flückiger      |
| 2016  | Lars Forster        | Julien Taramarcaz   | Nicola Rohrbach      |
| 2017  | Julien Taramarcaz   | Lars Forster        | Nicola Rohrbach      |
| 2018  | Lars Forster        | Simon Zahner        | Severin Sägesser     |
| 2019  | Timon Rüegg         | Andri Frischknecht  | Lars Forster         |
| 2020  | Lars Forster        | Timon Rüegg         | Nicola Rohrbach      |
| 2021  | Kevin Kuhn          | Lars Forster        | Timon Rüegg          |
| 2022  | Kevin Kuhn          | Lars Forster        | Timon Rüegg          |
| 2023  | Timon Rüegg         | Lars Forster        | Kevin Kuhn           |
| 2024  | Timon Rüegg         | Kevin Kuhn          | Andri Frischknecht   |
| 2025  | Kevin Kuhn          | Loris Rouiller      | Luke Wiedmann        |

### Moins de 23 ans
| Année | Vainqueur           | Deuxième           | Troisième            |
| ----- | ------------------- | ------------------ | -------------------- |
| 1997  | Beat Blum           | Christian Heule    | Stefan Bünter        |
| 1998  | Beat Morf           | David Rusch        | Stefan Bünter        |
| 1999  | Beat Morf           | Thomas Kalberer    | Michael Baumgartner  |
| 2000  | Matthias Kern       | David Rusch        | Michael Baumgartner  |
| 2001  | Michael Baumgartner | David Rusch        | Aurélien Clerc       |
| 2002  | Michael Baumgartner | Marco Baggenstos   | Ralph Näf            |
| 2003  | Michael Müller      | Simon Zahner       | Johann Tschopp       |
| 2004  | Simon Zahner        | Pirmin Lang        | Lukas Flückiger      |
| 2005  | Yves Corminboeuf    | Simon Zahner       | Lukas Flückiger      |
| 2006  | Yves Corminboeuf    | Pirmin Lang        | Julien Taramarcaz    |
| 2007  | Yves Corminboeuf    | Nino Schurter      | Julien Taramarcaz    |
| 2008  | René Lang           | Julien Taramarcaz  | Guillaume Dessibourg |
| 2009  | Julien Taramarcaz   | Matthias Rupp      | Roman Beney          |
| 2010  | Arnaud Grand        | Matthias Rupp      | Mathias Flückiger    |
| 2011  | Arnaud Grand        | Valentin Scherz    | Michael Winterberg   |
| 2012  | Fabian Lienhard     | Lars Forster       | Dario Stäuble        |
| 2013  | Lars Forster        | Lukas Müller       | Fabian Lienhard      |
| 2014  | Lars Forster        | Severin Saegesser  | Fabian Lienhard      |
| 2015  | Fabian Lienhard     | Andri Frischknecht | Timon Rüegg          |
| 2016  | Timon Rüegg         | Simon Vitzthum     | Johan Jacobs         |
| 2017  | Johan Jacobs        | Timon Rüegg        | Kevin Kuhn           |
| 2018  | Timon Rüegg         | Johan Jacobs       | Kevin Kuhn           |
| 2019  | Loris Rouiller      | Kevin Kuhn         | Gilles Mottiez       |
| 2020  | Kevin Kuhn          | Loris Rouiller     | Felix Stehli         |
| 2021  | Dario Lillo         | Loris Rouiller     | Eric Lüthi           |
| 2022  | Dario Lillo         | Loris Rouiller     | Lars Sommer          |
| 2023  | Dario Lillo         | Jan Christen       | Lars Sommer          |
| 2024  | Dario Lillo         | Lars Sommer        | Finn Treudler        |
| 2025  | Finn Treudler       | Matteo Oppizzi     | Nicolas Halter       |

### Juniors
| Année | Vainqueur           | Deuxième           | Troisième              |
| ----- | ------------------- | ------------------ | ---------------------- |
| 1976  | Marcel Russenberger | René Häuselmann    | Rolf Bosshard          |
| 1977  | René Häuselmann     | Bruno D'Arsié      | André Moser            |
| 1978  | Bruno D'Arsié       | Dominique Burnier  | Christian Cherpillod   |
| 1979  | Kurt Meier          | Ernst Weidmann     | Peter Pupikofer        |
| 1980  | Bernhard Woodtli    | René Stüssi        | Hansruedi Russenberger |
| 1981  | Konrad Morf         | Andreas Büsser     | Hans-Peter Kürzi       |
| 1982  | Beat Schumacher     | Peter Keller       | Rolf Hofer             |
| 1983  | Peter Müller        | Peter Schlegel     | Marco Möckli           |
| 1984  | Dieter Runkel       | Roland Baltisser   | Andreas Müller         |
| 1985  | Beat Wabel          | Kilian Buchmüller  | Renato Steiner         |
| 1986  | Christian Gerber    | André Paulin       | Markus Meier           |
| 1987  | Thomas Frischknecht | Rolf Pletscher     | Andi Pfister           |
| 1988  | Thomas Frischknecht | Martin Obrist      | Pascal Müller          |
| 1989  | Beat Huber          | Roland Schätti     | Urs Markwalder         |
| 1990  | Lukas Zumsteg       | Andreas Hubmann    | Peter Zaugg            |
| 1991  | Roland Müller       | Roger Markwalder   | Marco Steiner          |
| 1992  | Markus Zberg        | Roger Markwalder   | Christophe Kern        |
| 1993  | Jan Ramsauer (de)   | Markus Kammermann  | Urs Huber              |
| 1994  | Beat Blum           | Roger Schmutz      | Roger Zweifel          |
| 1995  | Patrick Dubacher    | Roman Peter        | Stefan Bünter          |
| 1996  | Roman Peter         | Matthias Kern      | David Rusch            |
| 1997  | David Rusch         | Reto Leupp         | Grégory Rast           |
| 1998  | Michael Baumgartner | Grégory Rast       | Stefan Nägelin         |
| 1999  | Marco Baggenstoss   | Gilbert Obrist     | Reto Heß               |
| 2000  | Daniel Parpan       | Gilbert Obrist     | Stefan Horber          |
| 2001  | Roger Jakob         | Simon Zahner       | Stefan Trafelet        |
| 2002  | Stefan Trafelet     | Pirmin Lang        | Lukas Flückiger        |
| 2003  | Till Schaltegger    | René Lang          | Beat Bertschinger      |
| 2004  | René Lang           | Julien Taramarcaz  | Marco Weilenmann       |
| 2005  | Julien Taramarcaz   | Romain Beney       | Pascal Meyer           |
| 2006  | Mathias Flückiger   | Lukas Winterberg   | Pascal Meyer           |
| 2007  | Matthias Rupp       | Arnaud Grand       | Pierre Kaeslin         |
| 2008  | Matthias Rupp       | Valentin Scherz    | Michael Winterberg     |
| 2009  | Dario Stäuble       | Roger Walder       | Anthony Grand          |
| 2010  | Lars Forster        | Lukas Müller       | Fabian Lienhard        |
| 2011  | Lars Forster        | Fabian Lienhard    | Dominic Zumstein       |
| 2012  | Dominic Grab        | Andri Frischknecht | Dominic Zumstein       |
| 2013  | Dominic Grab        | Simon Vitzthum     | Timon Rüegg            |
| 2014  | Johan Jacobs        | Timon Rüegg        | Patrick Müller         |
| 2015  | Johan Jacobs        | Kevin Kuhn         | Joël Grab              |
| 2016  | Kevin Kuhn          | Mauro Schmid       | Nick Burki             |
| 2017  | Loris Rouiller      | Mauro Schmid       | Luca Schätti           |
| 2018  | Loris Rouiller      | Luca Schätti       | Felix Stehli           |
| 2019  | Lars Sommer         | Kedup Gyagang      | Dario Lillo            |
| 2020  | Dario Lillo         | Jean-Luc Halter    | Lars Sommer            |
| 2021  | Jan Christen        | Nils Aebersold     | Finn Treudler          |
| 2022  | Jan Christen        | Livio Stefani      | Alexandre Binggeli     |
| 2023  | Nicolas Halter      | Sven Sommer        | Mauro Hassler          |
| 2024  | Nicolas Halter      | Lewin Iten         | Lenny Hochstrasser     |
| 2025  | Lewin Iten          | Noah Schnyder      | Finn Lanter            |

### Débutants
| Année | Vainqueur          | Deuxième          | Troisième          |
| ----- | ------------------ | ----------------- | ------------------ |
| 2004  | Alain Maillard     | Andreas Rohner    | Jonathan Fumeaux   |
| 2006  | Gregor Lendenmann  | Oliver Hofstetter | Eric Brüngger      |
| 2007  | Lukas Müller       | Gabriel Chavanne  | Anthony Grand      |
| 2008  | Lukas Müller       | Gabriel Chavanne  | Fabian Linenard    |
| 2009  | Lars Forster       | Fabian Lienhard   | Andri Frischknecht |
| 2010  | Andri Frischknecht | Dominic Zumstein  | Dominic Grab       |
| 2011  | Raphael Koch       | Dominic Grab      | Roger Aeberli      |
| 2012  | Joël Grab          | Johan Jacobs      | Patrick Müller     |
| 2013  | Johan Jacobs       | Nico Niemann      | Joël Grab          |
| 2014  | Reto Müller        | Nico Niemann      | Kevin Kuhn         |
| 2015  | Loris Rouiller     | Mauro Schmid      | Luca Schätti       |
| 2016  | Loris Rouiller     | Luca Schätti      | Jan Sommer         |
| 2017  | Stiven Thür        | Lars Sommer       | Kedup Gyagang      |
| 2018  | Lars Sommer        | Dario Lillo       | Adrian Arnold      |
| 2019  | Nik Küttel         | Nils Aebersold    | Finn Treudler      |
| 2020  | Alexandre Binggeli | Max Brandenberger | Jan Christen       |
| 2022  | Sven Sommer        | Micha Alder       | Laurin Volkart     |
| 2023  | Fynn Lanter        | Tobias Hofmann    | Tom Stirnimann     |

## Palmarès féminin

### Élites
| Année | Vainqueur              | Deuxième            | Troisième             |
| ----- | ---------------------- | ------------------- | --------------------- |
| 2000  | Chantal Daucourt       | Alexandra Bähler    | Lea Fluckiger         |
| 2001  | Alexandra Bähler       | Franziska Ebinger   | Magali Zavioz         |
| 2002  | Alexandra Bähler       | Vroni Fuhrer        | Mireille Chabloz      |
| 2003  | Alexandra Bähler       | Lea Flückinger      | Cindy Chabbey         |
| 2004  | Alexandra Bähler       | Lise Müller         | Noemie Marguet        |
| 2005  | Alexandra Bähler       | Sonja Traxel        | Jasmin Achermann      |
| 2006  | Petra Henzi            | Alexandra Bähler    | Andrea Wolfer         |
| 2007  | Katrin Leumann         | Franziska Röthlin   | Alexandra Bähler      |
| 2008  | Jasmin Achermann       | Katrin Leumann      | Alexandra Bähler      |
| 2009  | Jasmin Achermann       | Katrin Leumann      | Alexandra Bähler      |
| 2010  | Jasmin Achermann       | Katrin Leumann      | Jennifer Sägesser     |
| 2011  | Jasmin Achermann       | Katrin Leumann      | Fabienne Niederberger |
| 2012  | Jasmin Achermann       | Katrin Leumann      | Lise-Marie Henzelin   |
| 2013  | Jasmin Achermann       | Katrin Leumann      | Lise-Marie Henzelin   |
| 2014  | Sina Frei              | Katrin Leumann      | Jane Nüssli           |
| 2015  | Sina Frei              | Olivia Hottinger    | Milena Landtwing      |
| 2016  | Sina Frei              | Nicole Koller       | Lise-Marie Henzelin   |
| 2017  | Jasmin Egger-Achermann | Lise-Marie Henzelin | Nicole Koller         |
| 2018  | Jasmin Egger-Achermann | Katrin Leumann      | Svenja Wüthrich       |
| 2019  | Jolanda Neff           | Nicole Koller       | Lara Krähemann        |
| 2020  | Zina Barhoumi          | Chrystelle Baumann  | Tanja Blickenstorfer  |
| 2021  | Nicole Koller          | Zina Barhoumi       | Charline Fragnière    |
| 2022  | Alessandra Keller      | Rebekka Estermann   | Lise-Marie Henzelin   |
| 2023  | Alessandra Keller      | Rebekka Estermann   | Zina Barhoumi         |
| 2024  | Alessandra Keller      | Rebekka Estermann   | Meret Zimmerman       |
| 2025  | Rebekka Estermann      | Lara Krähemann      | Jana Glaus            |

### Moins de 23 ans
| Année | Vainqueur             | Deuxième              | Troisième           |
| ----- | --------------------- | --------------------- | ------------------- |
| 2017  | Nadia Grod            | Lara Krähemann        | Tina Züger          |
| 2021  | Tina Züger            | Jacqueline Schneebeli | Lara Krähemann      |
| 2022  | Jacqueline Schneebeli | Tina Züger            | Prisca Jaquet       |
| 2023  | Monique Halter        | Jacqueline Schneebeli | Fabienne Kipfmüller |
| 2024  | Jana Glaus            | Prisca Jaquet         |                     |
| 2025  | Jana Glaus            | Prisca Jaquet         | Amelie Kipfmüller   |

### Juniors
| Année | Vainqueur      | Deuxième        | Troisième       |
| ----- | -------------- | --------------- | --------------- |
| 2011  | Deborah Inauen | Jolanda Neff    |                 |
| 2021  | Monique Halter | Noëlle Rüetschi | Eliane Schenk   |
| 2022  | Monique Halter | Jana Glaus      | Elina Benoit    |
| 2023  | Jana Glaus     | Muriel Furrer   | Lara Liehner    |
| 2024  | Chiara Mettier | Muriel Furrer   | Sereina Hosner  |
| 2025  | Anja Grossmann | Chiara Mettier  | Lou-Anne Halter |

## Sources
- Palmarès masculin sur cyclebase.nl
- Palmarès espoirs masculin sur cyclebase.nl
- Palmarès féminin sur cyclebase.nl
- Palmarès espoirs féminin sur cyclebase.nl
- www.cyclocross.ch

- (nl) Cet article est partiellement ou en totalité issu de l’article de Wikipédia en néerlandais intitulé « Zwitsers kampioenschap veldrijden » (voir la liste des auteurs).